# Ктимена
Ктимена (др.-греч. Κτιμένη) — персонаж греческой мифологии, сестра Одиссея.
Ктимена упоминается в поэме Гомера «Одиссея» и в «Географии» Страбона как дочь Лаэрта и Антиклеи. Её выдали замуж за аристократа с соседнего острова Зам (Кефалления). Имя её мужа сохранившиеся источники не называют, но учёные полагают, что это мог быть Еврилох — спутник Одиссея, находившийся с ним в каком-то родстве.